# Dodonaea pinnata
Dodonaea pinnata är en kinesträdsväxtart som beskrevs av James Edward Smith. Dodonaea pinnata ingår i släktet Dodonaea och familjen kinesträdsväxter. Inga underarter finns listade i Catalogue of Life.